# Lista över Islands statsöverhuvuden
Det här är en lista över de personer som har varit Islands statsöverhuvden under historiens gång. Ön började koloniseras av norska vikingar på 800-talet och även om landet under de kommande århundradena blev mer och mer organiserat som stat (lagförsamlingen alltinget inrättades 930 och ön antog officiellt kristendomen 1000) dröjde det till 1262, innan man erkände den norske kungen, som regent. Island blev då en norsk provins och kom att förbli så i 550 år, fram till 1814. 1319–1343 och 1448–1450 var Norge i personalunion med Sverige och Island stod då formellt under de svenska regenternas överhöghet. 1380 hamnade Norge i personalunion med Danmark och fram till 1814 var det därför den danske regenten, som var Islands statsöverhuvud. 1536 blev Norge en dansk provins och därmed blev också Island officiellt danskt. När Norge 1814 först blev självständigt från Danmark i några månader och sedan gick i union med Sverige kvarstod Island som dansk provins. Detta förhållande varade i ytterligare ett århundrade, fram till 1918, då Island blev ett eget kungarike i personalunion med Danmark. Under andra världskriget besattes Island 1940 först av brittiska och sedan av amerikanska trupper. Då moderlandet Danmark var ockuperat av Nazityskland kom man att fjärma sig alltmer från Danmark, vilket ledde till, att Island den 17 juni 1944 utropades till en självständig republik, helt skild från Danmark. Sedan dess har Island varit självständigt och har styrts av en president. 1980 tillträdde Vigdís Finnbogadóttir posten och blev därmed världens första demokratiskt valda kvinnliga president.

## Island som norsk provins (1262–1387)
| Namn Svenska · Isländska                                             | Bild                                                                      | Födelse | Tillträde                                                                              | Frånträde                                                     | Död                                                           | Källor |
| -------------------------------------------------------------------- | ------------------------------------------------------------------------- | --- | -------------------------------------------------------------------------------------- | ------------------------------------------------------------- | ------------------------------------------------------------- | ------ |
| Håkan den gamle (Hákon gamli)                                        | Bild på Håkon och hans son Magnus ur Flatöboken från slutet av 1300-talet | 1204 på Folkenborg i Eidsberg i Østfold fylke i Norge son till Håkon Sverresson och Inga från Varteig      | Kung 1262 när Island erkänner den norske kungen som statsöverhuvud                     | 15, 16 eller 17 december 1263 på Orkneyöarna                  | 15, 16 eller 17 december 1263 på Orkneyöarna                  |        |
| Magnus Lagaböter (Magnús lagabætir) (namnet betyder Lagförbättraren) | Stenskulptur över kung Magnus i Stavangers domkyrka                       | 1 maj 1238 i Tønsberg i Vestfold fylke i Norge son till Håkon Håkonsson och Margareta Skulesdotter         | Samregerande kung med Håkon 1257 Ensam kung i december 1263 efter Håkon Håkonssons död | 9 maj 1280 i Bergen i Norge                                   | 9 maj 1280 i Bergen i Norge                                   |        |
| Erik Prästhatare (Eiríkur Magnússon prestahatari)                    | Stenskulptur över kung Erik i Stavangers domkyrka                         | 1268 son till Magnus Lagaböter och Ingeborg Eriksdotter av Danmark                                         | Kung 9 maj 1280 vid Magnus Lagaböters död                                              | 15 juli 1299                                                  | 15 juli 1299                                                  |        |
| Håkan Hålägg (Hákon háleggur)                                        | Modern gravsten över kung Håkon                                           | 1270 son till Magnus Lagaböter och Ingeborg Eriksdotter av Danmark                                         | Kung 1 november 1299 efter Erik Prästhatares död                                       | 8 maj 1319 på Tunsberghus i Tønsberg i Vestfold fylke i Norge | 8 maj 1319 på Tunsberghus i Tønsberg i Vestfold fylke i Norge |        |
| Magnus Eriksson (Magnús Eiríksson smek)                              |                                                                           | Våren 1316 son till hertig Erik Magnusson av Sverige och Håkan Håläggs dotter Ingeborg                     | Kung 8 maj 1319 vid Håkon Håläggs död                                                  | 1343 abdikerad vid Håkon Magnussons kungaval                  | 1 december 1374 drunknad vid skepps- brott vid Bergen i Norge |        |
| Håkan Magnusson (Hákon 6. Magnússon)                                 | Kung Håkons sigill                                                        | Augusti 1340 son till Magnus Eriksson och Blanka av Namur                                                  | Vald till kung 1343                                                                    | Augusti eller 10 eller 11 september 1380 i Oslo i Norge       | Augusti eller 10 eller 11 september 1380 i Oslo i Norge       |        |
| Olof Håkansson (Ólafur 4. Hákonarson)                                | Kung Olavs sigill                                                         | Början av december 1370 son till Håkon Magnusson och den danske kungen Valdemar Atterdags dotter Margareta | Kung i augusti eller september 1380 vid Håkon Magnussons död                           | 3 augusti 1387 på slottet Falsterbohus i Skåne                | 3 augusti 1387 på slottet Falsterbohus i Skåne                |        |
| Namn Svenska · Isländska                                             | Bild                                                                      | Födelse | Tillträde                                                                              | Frånträde                                                     | Död                                                           | Källor |

## Island som norsk provins under Danmark (1387–1448)
| Namn Svenska · Isländska                                  | Bild                         | Födelse | Tillträde | Frånträde                                               | Död                                                     | Källor |
| --------------------------------------------------------- | ---------------------------- | --- | --- | ------------------------------------------------------- | ------------------------------------------------------- | ------ |
| Margareta Valdemarsdotter (Margrét Valdimarsdóttir mikla) |                              | Våren 1353 i Søborg dotter till den danske kungen Valdemar Atterdag och Helvig av Slesvig                  | Förmyndare för Olav Håkonsson 1380 Regerande drottning 23 augusti 1387 vid Olavs död 8 september 1389 samregent med Erik av Pommern | 28 oktober 1412 pestdöd på sitt skepp i Flensburgs hamn | 28 oktober 1412 pestdöd på sitt skepp i Flensburgs hamn |        |
| Erik av Pommern (Eiríkur af Pommern)                      | Polskt porträtt av kung Erik | 1382 son till hertig Vratislav VII av Pommern och Maria av Mecklenburg                                     | Utropad till kung 8 september 1389 (samregent med Margareta) Ensam regent 28 oktober 1412 vid hennes död                            | 1442 avsatt och förjagad                                | 3 maj 1459 i polska Darłowo                             |        |
| Kristofer av Bayern (Kristófer af Bæjaralandi)            |                              | 26 februari 1416 eller 1418 son till hertig Johan av Pfalz och Eriks av Pommern syster Katarina av Pommern | Vald till kung 1442 efter kung Eriks avsättning                                                                                     | 6 januari 1448 i Helsingborg i Skåne                    | 6 januari 1448 i Helsingborg i Skåne                    |        |
| Namn Svenska · Isländska                                  | Bild                         | Födelse | Tillträde | Frånträde                                               | Död                                                     | Källor |

## Island som norsk provins i union med Sverige (1448–1450)
| Namn Svenska · Isländska                    | Bild               | Födelse | Tillträde                                                     | Frånträde                                        | Död                                           | Källor |
| ------------------------------------------- | ------------------ | --- | ------------------------------------------------------------- | ------------------------------------------------ | --------------------------------------------- | ------ |
| Karl Knutsson (Bonde) (Karl Knútsson Bonde) | Staty av kung Karl | Möjligen 1 oktober 1408 eller 1409 son till riddar Knut Tordsson (Bonde) och Margareta Karlsdotter (Sparre av Tofta) | Vald till kung 25 oktober 1448 efter Kristofers av Bayern död | 13 maj 1450 abdikerad till förmån för Kristian I | 15 maj 1470 på slottet Tre Kronor i Stockholm |        |
| Namn Svenska · Isländska                    | Bild               | Födelse | Tillträde                                                     | Frånträde                                        | Död                                           | Källor |

## Island som norsk provins under Danmark (1450–1536)
| Namn Svenska · Isländska   | Bild               | Födelse                                                                          | Tillträde                                        | Frånträde                                                            | Död                                                         | Källor |
| -------------------------- | ------------------ | -------------------------------------------------------------------------------- | ------------------------------------------------ | -------------------------------------------------------------------- | ----------------------------------------------------------- | ------ |
| Kristian I (Kristján 1.)   |                    | 1426 son till greve Didrik av Oldenburg och Hedvig av Holstein                   | Kung 13 maj 1450 vid Karl I:s abdikation         | 21 maj 1481                                                          | 21 maj 1481                                                 |        |
| Hans (Hans)                | Staty av kung Hans | 1 eller 2 februari 1455 son till Kristian I och Dorotea av Brandenburg           | Kung 3 februari 1483 efter Kristian I:s död      | 20 februari 1513 i danska Ålborg                                     | 20 februari 1513 i danska Ålborg                            |        |
| Kristian II (Kristján 2.)  |                    | 1 juli 1481 i danska Nyborg son till kung Hans och Kristina av Sachsen           | Kung 20 februari 1513 vid kung Hans död          | 13 april 1523 avsatt och förjagad                                    | 25 januari 1559 i fängelse på Kalundborg på danska Själland |        |
| Fredrik I (Friðrik 1.)     |                    | 7 oktober 1471 i danska Haderslev son till Kristian I och Dorotea av Brandenburg | Kung 13 april 1523 vid Kristian II:s avsättning  | 10 april 1533 i danska Gottorp                                       | 10 april 1533 i danska Gottorp                              |        |
| Kristian III (Kristján 3.) |                    | 12 augusti 1503 i danska Gottorp son till Fredrik I och Anna av Brandenburg      | Vald till kung 4 juli 1534 efter Fredrik I:s död | 31 oktober 1536 när Norge och dess lyd- länder blir danska provinser |                                                             |        |
| Namn Svenska · Isländska   | Bild               | Födelse                                                                          | Tillträde                                        | Frånträde                                                            | Död                                                         | Källor |

## Island som dansk provins (1536–1918)
| Namn Svenska · Isländska    | Bild | Födelse | Tillträde                                                                        | Frånträde                                                                        | Död                                                     | Källor |
| --------------------------- | ---- | --- | -------------------------------------------------------------------------------- | -------------------------------------------------------------------------------- | ------------------------------------------------------- | ------ |
| Kristian III (Kristján 3.)  |      | | Kung 31 oktober 1536 när Norge och dess lyd- länder blir danska provinser        | 1 januari 1559 på slottet Koldinghus i danska Kolding                            | 1 januari 1559 på slottet Koldinghus i danska Kolding   |        |
| Fredrik II (Friðrik 2.)     |      | 1 juli 1434 på slottet Haderslevhus i Danmark son till Kristian III och Dorothea av Sachsen-Lauenburg            | Kung 1 januari 1559 vid Kristian III:s död                                       | 4 april 1588 i klostret i danska Antvorskov                                      | 4 april 1588 i klostret i danska Antvorskov             |        |
| Kristian IV (Kristján 4.)   |      | 12 april 1577 på Frederiksborgs slott i Danmark son till Fredrik II och Sofia av Mecklenburg-Schwerin            | Kung 4 april 1588 vid Fredrik II:s död                                           | 28 februari 1648 på Rosenborgs slott i Danmark                                   | 28 februari 1648 på Rosenborgs slott i Danmark          |        |
| Fredrik III (Friðrik 3.)    |      | 18 mars 1609 på slottet Haderslevhus i Danmark son till Kristian IV och Anna Katarina av Brandenburg             | Kung 28 februari 1648 vid Kristian IV:s död                                      | 9 februari 1670 på Christiansborgs slott i Köpenhamn                             | 9 februari 1670 på Christiansborgs slott i Köpenhamn    |        |
| Kristian V (Kristján 5.)    |      | 15 april 1646 på slottet Duborg i Danmark son till Fredrik III och Sofia Amalia av Braunschweig-Lüneburg         | Kung 9 februari 1670 vid Fredrik III:s död                                       | 25 augusti 1699 i Köpenhamn i sviterna av en jaktolycka                          | 25 augusti 1699 i Köpenhamn i sviterna av en jaktolycka |        |
| Fredrik IV (Friðrik 4.)     |      | 11 oktober 1671 på Christiansborgs slott i Danmark son till Kristian V och Charlotta Amalia av Hessen-Kassel     | Kung 25 augusti 1699 vid Kristian V:s död                                        | 12 oktober 1730 på slottet i danskaOdense                                        | 12 oktober 1730 på slottet i danskaOdense               |        |
| Kristian VI (Kristján 6.)   |      | 30 november 1699 på Christiansborgs slott i Danmark son till Fredrik IV och Louise av Mecklenburg-Güstrow        | Kung 12 oktober 1730 vid Fredrik IV:s död                                        | 6 augusti 1746 på Hirschholms slott i Danmark                                    | 6 augusti 1746 på Hirschholms slott i Danmark           |        |
| Fredrik V (Friðrik 5.)      |      | 31 mars 1723 på Christiansborgs slott i Danmark son till Kristian VI och Sofia Magdalena av Brandenburg-Kulmbach | Kung 6 augusti 1746 vid Kristian VI:s död                                        | 14 januari 1766 på Christiansborgs slott i Danmark                               | 14 januari 1766 på Christiansborgs slott i Danmark      |        |
| Kristian VII (Kristján 7.)  |      | 29 januari 1749 på Christiansborgs slott i Danmark son till Fredrik V och Louise av Storbritannien               | Kung 14 januari 1766 vid Fredrik V:s död                                         | 13 mars 1808 i danska Rendsburg                                                  | 13 mars 1808 i danska Rendsburg                         |        |
| Fredrik VI (Friðrik 6.)     |      | 28 januari 1768 på Christiansborgs slott son till Kristian VII och Caroline Mathilde av Storbritannien           | Regent 14 april 1784 vid Kristian VII:s sjukdom Kung 13 mars 1808 vid dennes död | 3 december 1839 på Amalienborgs slott i Köpenhamn                                | 3 december 1839 på Amalienborgs slott i Köpenhamn       |        |
| Kristian VIII (Kristján 8.) |      | 18 september 1786 på Christiansborgs slott son till arvprins Fredrik och Sofia Fredrika av Mecklenburg-Schwerin  | Kung 3 december 1839 vid Fredrik VI:s död                                        | 20 januari 1848 på Amalienborgs slott                                            | 20 januari 1848 på Amalienborgs slott                   |        |
| Fredrik VII (Friðrik 7.)    |      | 6 oktober 1808 på Amalienborgs slott son till Kristian VIII och Charlotta Fredrika av Mecklenburg-Schwerin       | Kung 20 januari 1848 vid Kristian VIII:s död                                     | 15 november 1863 i Glücksburg                                                    | 15 november 1863 i Glücksburg                           |        |
| Kristian IX (Kristján 9.)   |      | 8 april 1818 i Gottorp son till hertig Wilhelm av Beck-Glücksburg och Louise Karolina av Hessen-Kassel           | Kung 15 november 1863 vid Fredrik VII:s död                                      | 29 januari 1906 på Amalienborgs slott                                            | 29 januari 1906 på Amalienborgs slott                   |        |
| Fredrik VIII (Friðrik 8.)   |      | 3 juni 1843 på Gula palatset i Köpenhamn son till Kristian IX och Louise av Hessen-Kassel                        | Kung 29 januari 1906 vid Kristian IX:s död                                       | 14 maj 1912 i Hamburg                                                            | 14 maj 1912 i Hamburg                                   |        |
| Kristian X (Kristján 10.)   |      | 26 september 1870 på Charlottenlunds slott son till Fredrik VIII och Louise av Sverige                           | Kung 14 maj 1912 vid Fredrik VIII:s död                                          | 1 december 1918 när Island blir ett eget kungarike i personal- union med Danmark |                                                         |        |
| Namn Svenska · Isländska    | Bild | Födelse | Tillträde                                                                        | Frånträde                                                                        | Död                                                     | Källor |

## Island som kungarike i personalunion med Danmark (1918–1944)
| Namn Svenska · Isländska  | Bild | Födelse | Tillträde                                                                             | Frånträde                                                     | Död                                 | Källor |
| ------------------------- | ---- | ------- | ------------------------------------------------------------------------------------- | ------------------------------------------------------------- | ----------------------------------- | ------ |
| Kristian X (Kristján 10.) |      |         | Kung 1 december 1918 när Island blir ett eget kungarike i personal- union med Danmark | 17 juni 1944 när Island utropas till en självständig republik | 20 april 1947 på Amalienborgs slott |        |
| Namn Svenska · Isländska  | Bild | Födelse | Tillträde                                                                             | Frånträde                                                     | Död                                 | Källor |

## Island som självständig republik (1944–)
| Namn | Namn                   | Bild | Födelse                                | Tillträde                                                               | Frånträde       | Död               | Politisk tillhörighet | Källor |
| ---- | ---------------------- | ---- | -------------------------------------- | ----------------------------------------------------------------------- | --------------- | ----------------- | --------------------- | ------ |
|      | Sveinn Björnsson       |      | 27 februari 1881 i Köpenhamn           | President 17 juni 1944 när Island utropas till en självständig republik | 25 januari 1952 | 25 januari 1952   | Opolitisk             |        |
|      | Ásgeir Ásgeirsson      |      | 13 maj 1894 i Kóranesi á Mýrum         | President 1 augusti 1952                                                | 1 augusti 1968  | 15 september 1972 | Socialdemokraterna    |        |
|      | Kristján Eldjárn       |      | 6 december 1916 i Tjörn i Svarfaðardal | President 1 augusti 1968                                                | 1 augusti 1980  | 14 september 1982 | Oberoende             |        |
|      | Vigdís Finnbogadóttir  |      | 15 april 1930 i Reykjavik              | President 1 augusti 1980                                                | 1 augusti 1996  |                   | Oberoende             |        |
|      | Ólafur Ragnar Grímsson |      | 14 maj 1943 i Ísafjörður               | President 1 augusti 1996                                                | 1 augusti 2016  |                   | Oberoende             |        |
|      | Guðni Jóhannesson      |      | 26 juni 1968 i Reykjavik               | President 1 augusti 2016                                                | 1 augusti 2024  |                   | Oberoende             |        |
|      | Halla Tómasdóttir      |      | 11 oktober 1968 i Reykjavik            | President 1 augusti 2024                                                |                 |                   | Oberoende             |        |
| Namn | Namn                   | Bild | Födelse                                | Tillträde                                                               | Frånträde       | Död               |                       | Källor |